# 60
Năm 60 là một năm trong lịch Julius. 